# NGC 7820
NGC 7820 é uma galáxia espiral (S0-a) localizada na direcção da constelação de Pisces. Possui uma declinação de +05° 11' 59" e uma ascensão recta de 0 horas, 04 minutos e 30,9 segundos.
A galáxia NGC 7820 foi descoberta em 24 de Setembro de 1830 por John Herschel.